# Gran Presa de Inga
La Gran presa de Inga es un proyecto hidroeléctrico en el río Congo en la República democrática de Congo. Estaría situada en la proximidad de las cataratas de Inga en la provincia del Bajo-Congo, a una treintena de kilómetros al norte de la ciudad de Matadi. Dos embalses, Inga I y Inga II existen ya en la zona.
Hay otro proyecto para un tercer embalse, denominado proyecto Inga III, que se aprovechara de la existencia de los embalses Inga I y Inga II. El proyecto Gran presa de Inga es de otra naturaleza, ya que necesita de trabajos e inversiones complementarias a Inga I, II, e III.

## Historia
En 1921 un estudio llevado a cabo por el  Servicio Geológico de Estados Unidos concluyó que la totalidad de la cuenca del río Congo poseía más de una cuarta parte del potencial de energía hidráulica del mundo. En 1960 se inició el proyecto denominado "Gran Presa de Inga" que construyó Inga I entre los años 1968 y 1972 con financiación del gobierno de la República Democrática del Congo. En 1982 se inauguró Inga II y comenzó a planificar la construcción de Inga III y buscar financiación para el mismo. En el año 2016 el Banco Mundial retiró su apoyo al proyecto Inda III por desacuerdos con el gobierno del Congo. En 2018 se designó a unas compañías  chinas y españolas como codesarrolladoras del proyecto, pero en un cambio político en la dirección del país prefirió un proyecto de menor tamaño al propuesto lo que hizo que la empresa española  ACS se retirara del proyecto en 2020.
En 2021 el empresario  australiano Andrew Forrest  mediante su compañía Fortescue Metals Group manifestó  que  tenía la intención de invertir 100.000 millones de dólares en el desarrollo de las principales plantas hidroeléctricas, solares y geotérmicas de África y estaba en negociaciones con el gobierno de la República democrática del Congo para impulsar el conjunto de proyectos Gran Inga, que completaría con otros  de  países vecinos.  
La Fortescue Metals Group  manifestó su intención de convertirse en un importante productor de energía eléctrica renovable o limpia en África que destinaría a la producción de hidrógeno para su posterior venta en Europa. El gobierno del Congo  señaló  a la compañía Fortescue  como  única operadora de toda la Gran Inga.

## Inga I, II, e III
Inga I, II, e III han sido o tendrían que estar construidos en el margen derecho del río, aprovechando al existencia de un valle seco, Nkokolo, antigua cama del río. Sus márgenes alcanzaban, antes de ser anegados, 150 metros de altura al nivel de las cataratas del Inga, paralelas al nivel del embalse. Está utilizado para alimentar de agua Inga I y Inga II, eventualmente Inga III.
Un embalse, el embalse de Shongo, ha permitido poner bajo agua el Nkokolo. El agua es captada a 10 kilómetros del embalse Inga II, a una altitud de 125 metros, para alcanzar 115 metros al nivel del bief que alimenta los embalses Inga I y Inga II. Un canal de una longitud de algunos centenares de metros, ubicado al oeste del embalse Inga I (45 metros de desnivel, 115-70 metros), alimenta el embalse Inga II (50 metros de desnivel, 115-65 metros). Un canal excavado aguas arriba de las otras dos presas permitiría que la presa Inga III se construyera debajo de las otras dos presas, beneficiándose así de una diferencia de elevación de 55 metros (115-60 metros). Los 3 embalses desarrollarían así una potencia total de 6 275 MW a potencia plena (Inga I e II funcionan actualmente a aproximadamente 20 % de su capacidad, y Inga III no existe todavía).

## Gran Inga
La Presa gran Inga permitiría la constitución de una central de una potencia de 39 000 MW. El proyecto prevé la construcción de un embalse a contracorriente del apresamiento de agua de Nkokolo, que permitiría generar una represa de agua con una altitud de 200 metros (contra 125 metros actualmente al mismo sitio) en el valle del río Bundi, que sería vallada, algunos kilómetros más lejos por un embalse a la altura de su confluencia con el río Congo (actualmente a 45 metros de altitud). Entre la represa de agua y el río, a partir de ahora 155 metros de desnivel sobre el segundo río más potente del mundo. Una central construida allí tendría una potencia de 39 000 MW, con doble potencia que el embalse de las Tres-Gargantas en el río Yangzi, pero con una inversión y costes ecológicos sensiblemente menores que en las Tres-Gargantas, en Asuán o Itaipú.
In fina, el total del complejo de los embalses de Inga (a veces denominado como "Gran Inga") comprendería 4 unidades de producción, para una potencia total de 45 275 MW repartida como sigue:
- Inga I (funcionando actualmente al 20 % de sus capacidades, 45 metros de caída): 351 MW
- Inga II (funcionando actualmente al 20 % de sus capacidades, 50 metros de caída): 1 424
- Inga III (en proyecto, 55 metros de caída) : 4 500
- Grande Inga  / central de la Bundi (en proyecto, 155 metros de caída) : 39 000

En 2015, los planes para ampliar el emplazamiento actual y para financiar el Inga III y el Grand Inga están todavía en la mesa de dibujo.

## Oposición al proyecto
Ciertos observadores critican el proyecto por su elevado coste (estimado entre 80 y 100 mil millones de dólares) en un país conocido por su corrupción endémica, y que por lo tanto puede ser de poco beneficio para la población. Además, millares de hectáreas de bosque serían anegados, lo que perjudicaría la biodiversidad y los ecosistemas locales. Sin embargo, la respuesta es que el daño asociado al desarrollo del proyecto sería mucho menor que los beneficios que podría disfrutar una gran parte del África subsahariana.